# على آباد (شلال ودشتغل)
على آباد (بالفارسية: عالی‌آباد) هي منطقة سكنية تقع في إيران في قسم شلال ودشتغل الريفي. يقدر عدد سكانها بـ 112 نسمة .